# Patańdźali
Patandźali (dewanagari पतञ्जलि, transliteracja Patañjāli, ang. Patanjali) – indyjski filozof z ok. II w. p.n.e., jogin, gramatyk sanskrytu, autor jednego z najważniejszych traktatów na temat jogi, jakim są Jogasutry (Yogasūtra), a także prawdopodobnie Mahābhāṣyi, wielkiego komentarza do gramatyki Paniniego Aṣṭādhyāyī. Hinduska tradycja uważa go za inkarnację Śeszy i przypisuje mu dzieło zapoczątkowania systemu jogi.
Na język polski Jogasutry przełożył z oryginału Leon Cyboran (PWN Warszawa 1986, wyd. 2: 2014).